# Mars (Ardèche)
Mars ist ein Ort und eine aus mehreren Weilern (hameaux) und Einzelgehöften bestehende südfranzösische Gemeinde mit 246 Einwohnern (Stand 1. Januar 2022) im Département Ardèche in der historischen Kulturlandschaft des Vivarais.

## Lage
Mars liegt am Fluss Lignon, der die Grenze zum westlich gelegenen Département Haute-Loire bildet, knapp 50 Kilometer (Fahrtstrecke) südwestlich von Annonay bzw. circa 42 Kilometer östlich von Le Puy-en-Velay in einer Höhe von ca. 1060 m ü. d. M. Das Klima ist gemäßigt; Regen fällt verteilt über das ganze Jahr.

## Bevölkerungsentwicklung
| Jahr                       | 1800 | 1851 | 1901 | 1954 | 1999 | 2014 |
| Einwohner                  | 568  | 924  | 900  | 582  | 216  | 268  |
| Quellen: Cassini und INSEE |      |      |      |      |      |      |

Der kontinuierliche Rückgang der Einwohnerzahlen seit der Mitte des 19. Jahrhunderts ist im Wesentlichen auf die Mechanisierung der Landwirtschaft und den damit einhergehenden Verlust an Arbeitsplätzen zurückzuführen.

## Wirtschaft
Traditionell lebte die Bevölkerung von der Viehzucht und von ein wenig Feldbau, der jedoch wegen der Höhenlage nur geringe Erträge hervorbrachte. Heute spielt der Tourismus in Form der Vermietung von Ferienhäusern (gîtes) eine bedeutende Rolle im Wirtschaftsleben des Ortes.

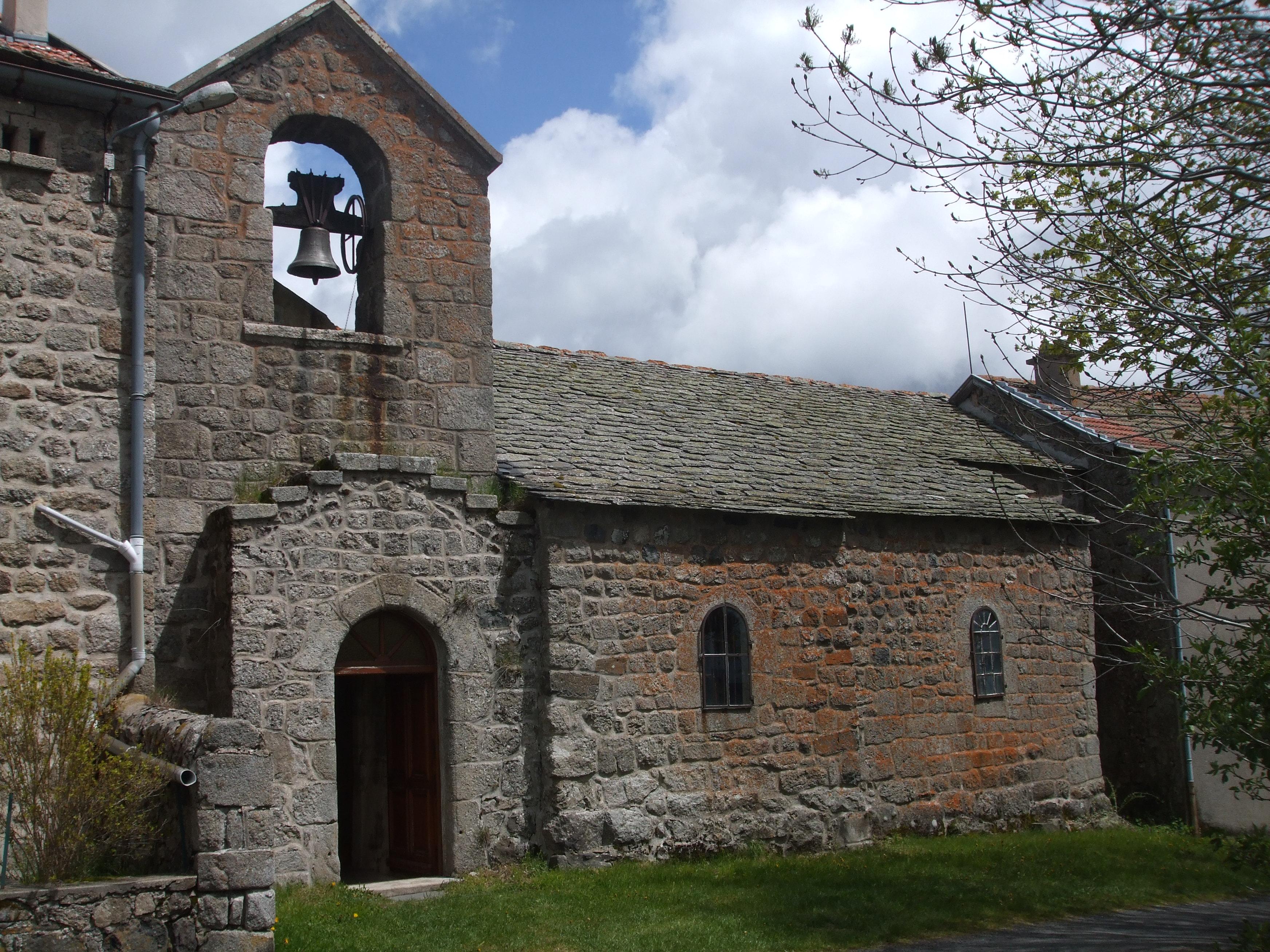
Kirche St-Romain-le-Désert

## Geschichte
Die Geschichte des an einer alten Römerstraße gelegenen Ortes liegt weitgehend im Dunkeln; der Ortsname wird auf den römischen Kriegsgott zurückgeführt. Die Kirche entstand im 11. oder 12. Jahrhundert. In der zweiten Hälfte des 16. Jahrhunderts war der Ort von den Wirren der Hugenottenkriege (1562–1598) betroffen.

## Sehenswürdigkeiten
- Die vielleicht schon im 11. Jahrhundert erbaute Pfarrkirche St-Romain-le-Désert ist aus weitgehend unbearbeiteten Bruchsteinen erbaut. Sie verfügt über einen kleinen Glockengiebel über dem auf der Südseite befindlichen Eingang. Das Dach ist mit Steinschindeln (lauzes) gedeckt.
- Die im Jahr 1850 erbaute protestantische Kirche (temple) befindet sich etwas außerhalb des Ortes.
- Die Steinbrücke über den Lignon stammt aus dem 18. Jahrhundert.